# 25 mm armata przeciwlotnicza wz. 1944 (94-KM)
25 mm armata przeciwlotnicza wz. 1944 (94-KM) (ros. 25-мм спаренная зенитная пушка образца 1944 года, 94-КМ) – radzieckie, podwójnie sprzężone, holowane działo przeciwlotnicze wprowadzone do uzbrojenia w 1944 roku.

## Historia
Pod koniec 1943 roku w Biurze Konstrukcyjnym Zakładów nr 88 imienia Mitiszczi opracowano dwulufowe działko 94-KM czyli dwie armaty z 72-K osadzone na jednym łożu. Celownik, mechanizm kierunkowego naprowadzania i łoże dolne zostało zaadaptowane ze 37 mm armaty plot 61-K, a mechanizm powrotny z morskiej 70-K. W 1944 roku 94-KM przeszła próby na poligonie Donguskim. Po dopracowaniu jeszcze w tym samym roku została przyjęta do uzbrojenia jako: 25-мм зенитнаяпушка обр. 1944 г. Powstała również wersja armaty zamontowana na podwoziu ciężarówki. Na podwoziu samochodów ZiS-11, będącego modyfikacją znanego samochodu ZiS-5 umieszczano wersje dwulufowe. Fabryka nr 88 wykonała w 1944 roku 12 armat 94-KM a rok później jeszcze 225 i przerwano produkcję. Niektóre źródła sugerują, że w latach 1944–1945 powstało 337 sztuk takich działek. Być może w liczbę 225 armat po prostu nie są wliczone działka samobieżne. W 1943 roku opracowano wersję armaty wyposażonej w dodatkowy lekki pancerz chroniący z góry załogę i mechanizmy działa przed odłamkami i lekkimi pociskami.

## Amunicja
W broni używana była amunicja oznaczona 25 × 218SR opracowana na podstawie szwedzkiej 25 mm amunicji Boforsa opracowanej w 1933 roku, ale mimo podobnej konstrukcji nie są one wzajemnie zamienne. W latach 1939–40 w NII-24 opracowano nabój odłamkowy, a w latach 1941–42 powstał nabój przeciwpancerny i odłamkowo-zapalający ze smugaczem i 10 sekundowym samolikwidatorem. Do strzelania wykorzystywana jest amunicja z pociskami odłamkowo-burzącymi i przeciwpancernymi, oba ze smugaczami. Pociski odłamkowo-burzące wyposażone w wielofunkcyjne zapalniki K-20 używane były do zwalczania celów powietrznych. W przypadku nietrafienia w cel w ciągu 5 sekund, zapalnik inicjował samolikwidację pocisku. Pociski przeciwpancerne służyły do zwalczania pojazdów opancerzonych, do lekkich czołgów włącznie. Zasilanie może odbywać się z 6 nabojowych łódek, chociaż niektóre opracowania informują również o 7 nabojowych łódkach. Naboje przechowywane są w tekturowych rurkach umieszczonych w drewnianych skrzynkach zawierających 50 z nich. Skrzynia taka waży 44 kg i ma wymiary 480 × 345 × 265 mm.